# Abacopteris
Abacopteris là một chi dương xỉ nhỏ thuộc họ Thelypteridaceae.

## Phân loại
Các loài thuộc chi Abacopteris từng được đồng nhất vào chi Pronephrium nhưng hiện nay đã được phục hồi lại theo kết quả của một nghiên cứu phát sinh loài của họ Thelypteridaceae.

### Loài
Tính đến  tháng 6 năm 2022, World Ferns chấp nhận các loài sau đây:
- Abacopteris afra (Christ) comb.ined.
- Abacopteris aspera (C.Presl) Ching
- Abacopteris birii (R.D.Dixit & Balkr.) S.E.Fawc. & A.R.Sm.
- Abacopteris gardneri (Holttum) S.E.Fawc. & A.R.Sm.
- Abacopteris gracilis (Ching ex Y.X.Lin) S.E.Fawc. & A.R.Sm.
- Abacopteris gymnopteridifrons (Hayata) Ching
- Abacopteris hirtisora (C.Chr.) S.E.Fawc. & A.R.Sm.
- Abacopteris macrophylla (Ching ex Y.X.Lin) S.E.Fawc. & A.R.Sm.
- Abacopteris nitida (Holttum) S.E.Fawc. & A.R.Sm.
- Abacopteris nudata (Roxb.) S.E.Fawc. & A.R.Sm.
- Abacopteris peltochlamys (C.Chr.) Holttum
- Abacopteris repanda (Fee) S.E.Fawc. & A.R.Sm.
- Abacopteris setosa (Ching ex Y.X.Lin) S.E.Fawc. & A.R.Sm.
- Abacopteris yunguiensis (Ching ex Y.X.Lin) S.E.Fawc. & A.R.Sm.